# Thomas Rouxel (badminton)
Pour les articles homonymes, voir Thomas Rouxel.
Thomas Rouxel, né le 26 mai 1991 à Rennes, est un joueur français de badminton. Licencié au club de badminton Chambly Oise,. En 2016, il remporte la médaille d'argent aux Championnats d'Europe par équipes masculines à Kazan, en Russie.

## Carrière professionnelle
Thomas Rouxel aide l'équipe de France à remporter l'argent aux Championnats d'Europe par équipes masculines. Il aide également l'équipe à remporter le bronze deux ans plus tard dans l'épreuve par équipe masculine. Thomas atteint la finale du Orléans Masters Super 100 2019. Il perd en finale contre Koki Watanabe en 3 sets.
Rouxel annonce sa retraite du badminton le 2 septembre 2022 sur son compte Instagram. 

## Palmarès

### BWF World Tour
Le BWF World Tour, qui est annoncé le 19 mars 2017 et mis en place en 2018, est une série de tournois de badminton d'élite homologués par la Fédération mondiale de badminton. Le BWF World Tour est divisé en plusieurs niveaux comprenant les World Tour Finals, Super 1000, Super 750, Super 500, Super 300 (faisant partie du HSBC World Tour) et le BWF Tour Super 100.
Simple hommes
| Année | Tournoi           | Niveau    | Adversaire         | Score               | Résultat  |
| ----- | ----------------- | --------- | ------------------ | ------------------- | --------- |
| 2019  | Masters d'Orléans | Super 100 | Koki Watanabe (en) | 21-18, 12-21, 19-21 | Finaliste |

### BWF International Challenge/Series
Simple hommes
| Année | Tournoi                    | Adversaire      | Score               | Résultat  |
| ----- | -------------------------- | --------------- | ------------------- | --------- |
| 2014  | White Nights               | Dieter Domke    | 16-21, 23-25        | Finaliste |
| 2015  | Internationale de Pérou    | Lucas Corvée    | 21-12, 21-13        | Gagnant   |
| 2016  | Open de Pologne            | Eetu Heino      | 21-11, 21-16        | Gagnant   |
| 2017  | White Nights               | Pablo Abian     | 21-15, 15-21, 18-21 | Finaliste |
| 2017  | Open de République Tchèque | Kento Momota    | 8-21, 14-21         | Finaliste |
| 2018  | Italienne Internationale   | Victor Svendsen | 12-21, 17-21        | Finaliste |

 BWF International Challenge
 BWF International Series
 BWF Future Series